# Бургбернхайм
Бургбернхайм (нем. Burgbernheim) — город и городская община в Германии, в земле Бавария.
Подчинён административному округу Средняя Франкония. Входит в состав района Нойштадт-ан-дер-Айш-Бад-Виндсхайм. Подчиняется управлению Бургбернхайм. Региональный шифр — 09 575 115. Центр общины — город Бургбернхайм.
По данным на 31 декабря 2010 года:
- территория — 4232 га;
- население — 2904 чел.;[4]
- плотность населения — 68.62 чел./км²;
- землеобеспеченность с учётом внутренних вод — 14573 м²/чел.

По данным на 1 января 2015 года территория общины составляла 4229,83 га.

## Население
По оценке на 31 декабря 2015 года население общины Бургбернхайм составляет 3109 чел. 

| Дата      | 1840 | 1871 | 1900 | 1925 | 1939 | 1950 | 1961 | 1970 | 1987 | 2011 |
| --------- | ---- | ---- | ---- | ---- | ---- | ---- | ---- | ---- | ---- | ---- |
| Население | 2166 | 2457 | 2415 | 2276 | 2310 | 3756 | 2978 | 2885 | 2643 | 2947 |

| Год       | 1960 | 1970 | 1980 | 1990 | 2000 | 2009 | 2010 | 2011 | 2012 | 2013 | 2014 | 2015 |
| --------- | ---- | ---- | ---- | ---- | ---- | ---- | ---- | ---- | ---- | ---- | ---- | ---- |
| Население | 2978 | 2858 | 2705 | 2706 | 3077 | 2949 | 2904 | 2963 | 2966 | 2997 | 3044 | 3109 |

## Внутреннее деление
Город подразделяется на 10 административных единиц.
| №№ п/п | Название административных единиц | Немецкое название | Тип (вид) населённого места (Ortstyp) | Дата вхождения в состав общины |
| ------ | -------------------------------- | ----------------- | ------------------------------------- | ------------------------------ |
| 1      | Аумюле                           | Aumühle           | Пустырь                               |                                |
| 2      | Бургбернхайм                     | Burgbernheim      | Хаупторт                              |                                |
| 3      | Буххайм                          | Buchheim          | Пфаррдорф                             | 01.05.1978                     |
| 4      | Вильдбад                         | Wildbad           | Пустырь                               |                                |
| 5      | Зидлунг-Эрлах                    | Siedlung Erlach   | Хутор                                 |                                |
| 6      | Пфаффенхофен                     | Pfaffenhofen      | Кирхдорф                              | 01.07.1972 (Буххайм)           |
| 7      | Хагенмюле                        | Hagenmühle        | Пустырь                               |                                |
| 8      | Хильпертсхоф                     | Hilpertshof       | Пустырь                               |                                |
| 9      | Хохбах                           | Hochbach          | Хутор                                 |                                |
| 10     | Швебхайм                         | Schwebheim        | Пфаррдорф                             | 01.07.1972 (Буххайм)           |